# عماد (رتبة عسكرية)

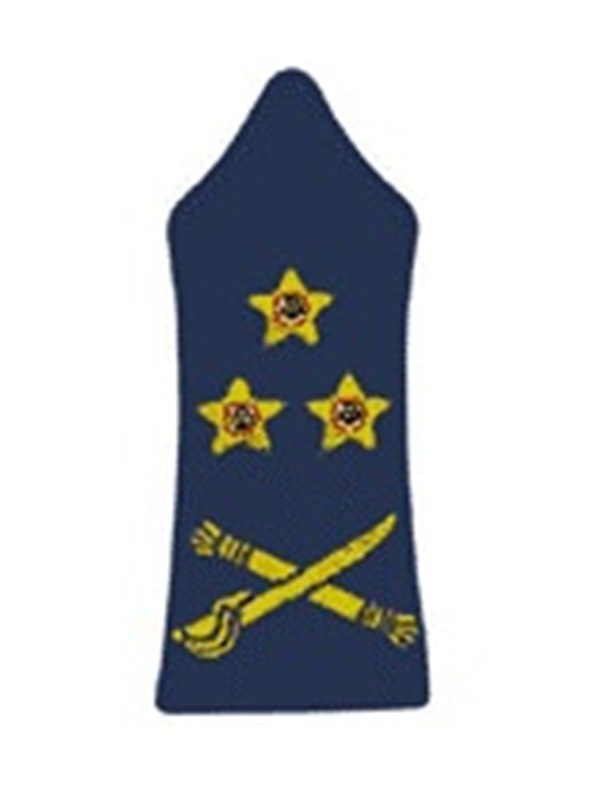
رتبة العماد في الجيش اللبناني

العِمَاد رتبة عسكرية قيادية عليا من رتب القوات المسلحة السورية ورتب الجيش اللبناني وتعادل رتبة الفريق في جيوش عدة مثل الجيش المصري أو الجيش العراقي أو الإماراتي أو السعودي.
ورتبة العماد هي الرتبة الوسطى بين رتبتي لواء وفريق أول. قد يكون العماد هو رئيس أركان الجيش أو القائد العام أو وزير الدفاع كما في الجيش السوري واللبناني.